# Saffloz
Saffloz település Franciaországban, Jura megyében. Lakosainak száma 87 fő (2022. január 1.). Saffloz Loulle, Châtelneuf, Chevrotaine, Fontenu, Le Frasnois és Mont-sur-Monnet községekkel határos.

## Népesség
A település népessége az elmúlt években az alábbi módon változott:
| Lakosok száma | 98   | 75   | 85   | 87   | 105  | 108  | 102  | 90   | 89   | 87   |
|               | 1968 | 1982 | 1990 | 2006 | 2013 | 2015 | 2017 | 2019 | 2020 | 2022 |